# Saint-Jammes

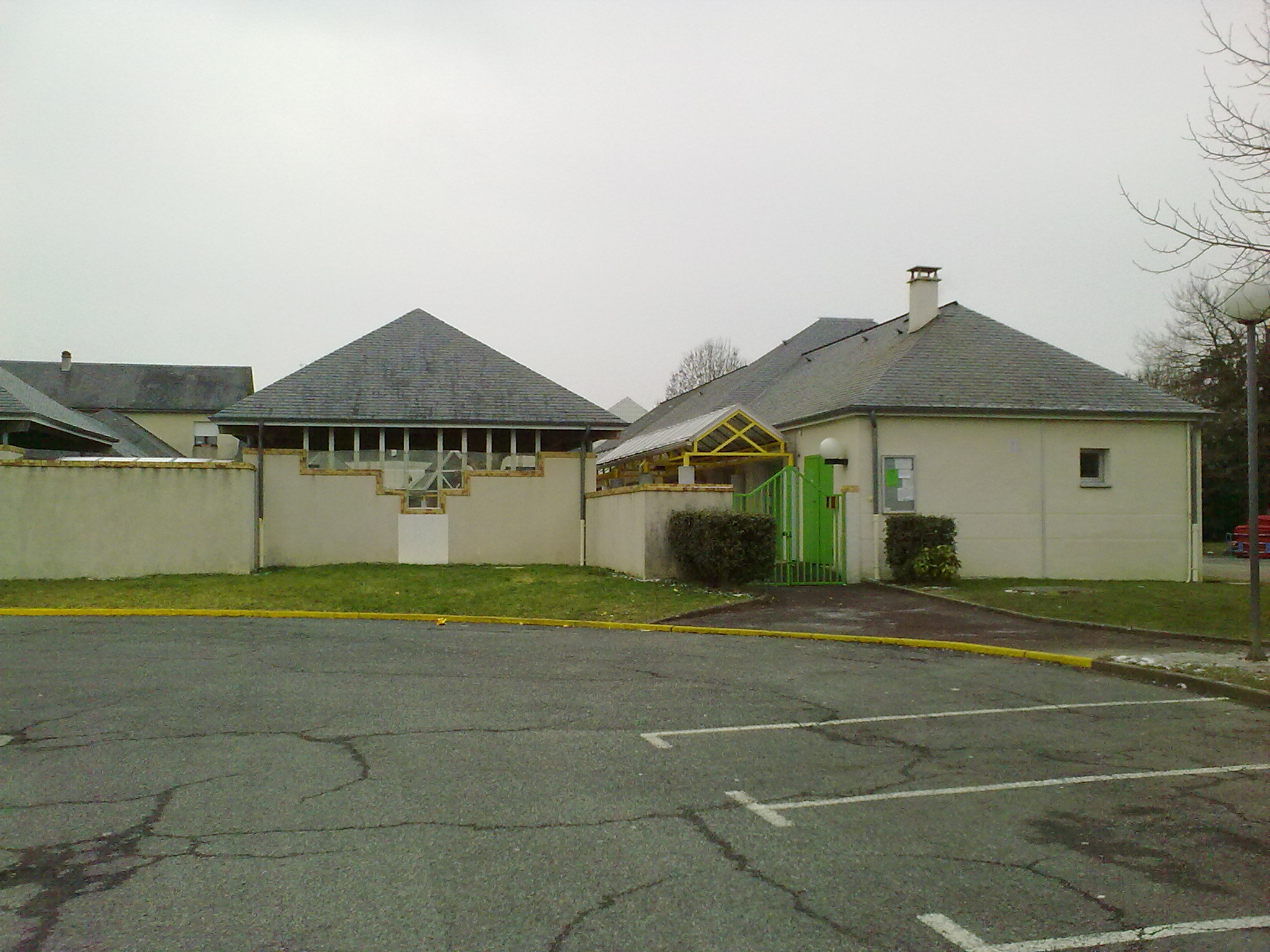

Saint-Jammes (wym. [sɛ̃-ʒamə]) – miejscowość i gmina we Francji, w regionie Nowa Akwitania, w departamencie Pireneje Atlantyckie.
Według danych na rok 1990 gminę zamieszkiwały 522 osoby, a gęstość zaludnienia wynosiła 129 osób/km² (wśród 2290 gmin Akwitanii Saint-Jammes plasuje się na 697. miejscu pod względem liczby ludności, natomiast pod względem powierzchni na miejscu 1480.).